# Гипотермия
Гипотерми́я (от др.-греч. ὑπο «снизу, под» + θέρμη «тепло»), переохлаждение — состояние организма, при котором температура тела падает ниже, чем требуется для поддержания нормального обмена веществ и функционирования (у человека — ниже 35°C). При отсутствии лечения может привести к смерти.
При этом, термины «общее охлаждение организма» или «переохлаждение» употребляются применительно к снижению температуры тела ниже нормы, но в пределах компенсаторных реакций организма (не ниже +35° С у человека), а собственно термин «гипотермия» — при срыве этих механизмов и дальнейшем снижении температуры тела. Также существует термин «замерзание» (не следует путать с отморожением), обозначающий критические патологические изменения, приводящие к смерти. Охлаждение организма возможно не только при отрицательной температуре (т. е. ниже 0 °С) окружающей среды, особенно при нахождении в жидкой среде (воде).

## Физиологические основы развития гипотермии
У теплокровных животных внутренняя температура тела поддерживается приблизительно на постоянном уровне (у человека 37 °С с отклонениями ± 1,5 °С, изменения свыше ± 2÷2,5 °С (наступает когда иссякают компенсаторные механизмы поддержания постоянства температуры тела) вызывают нарушение физиологических функции органов и систем) благодаря биологическому гомеостазу, осуществляемому системой терморегуляции организма включающей центр терморегуляции (подкорковая гипоталамическая структура), терморецепторы, органы теплопродукции (печень, мышцы и др.), органы теплоотдачи (у человека в основном кожа, включая и потовые железы, менее — слизистые дыхательных путей, у некоторых животных, к примеру собак, в теплообмене участвует ещё язык). Внутреннюю (базальную) температуру тела не следует при этом путать с температурой кожи, вариабельной в относительно большом диапазоне температур связанной с механизмом терморегуляции и теплообмена организма и зависящей от регулируемого организмом кровотока в коже и подкожной клетчатке, испарения влаги (пота) с её поверхности, конвекционной (контактно прилегающему воздуху или воде) и радиационной теплопотери. Но, когда организм подвергается воздействию холода, его внутренние механизмы могут оказаться не в состоянии восполнять потери тепла. Снижение ректальной температуры у человека до +33—32° и ниже вызывает сонливость, помрачение сознания; до +30 °С и ниже вызывает снижение основного обмена, гипотонию, брадикардию, брадипноэ, потерю сознания; до +25 °С и ниже представляет угрозу жизнедеятельности; до +23—20° и ниже — необратимо, наступает клиническая смерть; до +17—18° — биологическая смерть.
При гипотермии скорость обмена веществ в организме снижается, что приводит к уменьшению потребности в кислороде. Это обстоятельство используется в медицинской практике, когда применяют искусственную местную или общую гипотермию. К местной гипотермии прибегают для лечения кровотечений, травм и воспалений. Общую гипотермию организма применяют при операциях на сердце, при лечении черепно-мозговой травмы, внутричерепных кровоизлияниях. Следует отметить, что при искусственной гипотермии достижимы более низкие обратимые температуры органов вследствие применения предварительной медикаментозной подготовки и поддерживающих функции организма аппаратов и медицинских методик.
Состояние гипотермии является противоположностью гипертермии, которая приводит к тепловому удару (внутренняя температура тела свыше +43 °С для человека летальна).
В норме, при отсутствии патологических процессов, температура человека ≈ +37 °С (прямокишечная) с суточными и сезонными колебаниями в пределах не более 0,1 — 0,6 °С, у женщин также — с менструальным циклом (в момент овуляции происходит увеличение на 0,6 — 0,8 °С).

## Классификация гипотермии
Гипотермия может быть:
по причинам возникновения
- физиологическая — у некоторых живых организмов при спячке и анабиозе;
- патологическая
- искусственная — искусственное создание условий контролируемой гипотермии при некоторых медицинских манипуляциях.

по выраженности и локализации охлаждения
- общее;
- местное (подразделение на местное и общее охлаждение условно, так как местные явления вызывают и общие изменения в организме).

по скорости возникновения
- острая (летальный исход в течение 1 часа);
- подострая (летальный исход наступает от 1 до 4 часов);
- медленная (летальный исход наступает после 4 часов).

по патогенезу
- в фазе компенсации;
- в фазе декомпенсации.

по клиническому течению
- компенсаторная стадия;
- адинамическая стадия;
- сопорозная стадия;
- коматозная стадия.

## Гипотермия в условиях холода
На холоде организм отдаёт в окружающую среду большое количество тепла через кожу и дыхание. Наличие ветра ускоряет потерю тепла (конвекционно и испарением) через кожу, увеличение относительной влажности воздуха так же увеличивает теплопотерю за счёт увеличения теплоёмкости воздуха (т. е. происходит снижение эффективной температуры воздуха). Влажная одежда также способствует увеличению теплопотери из-за увеличения теплопроводности. При потере тепла активизируются дополнительные компенсаторные механизмы терморегуляции организма: дрожь (озноб) и сокращение кровеносных сосудов. Дрожь позволяет продуцировать тепло через излишнюю мышечную активность. Спазм периферических кровеносных сосудов уменьшает поток крови, идущий к коже, замедляя охлаждение организма. По мере падения общей температуры тела некоторые внутренние органы, такие как сердце и лёгкие, начинают замедлять свою работу, чтобы сохранить тепло и предохранить мозг. Дальнейшее падение температуры замедляет умственную активность, дыхание и сердечный ритм.
Характерным примером смерти от гипотермии является гибель почти 1500 человек 15 апреля 1912 года во время крушения «Титаника» в Северной Атлантике. Температура океанской воды составляла тогда −2°С (порог замерзания), т.е. вода была ледяной. Большинство оказавшихся в воде людей погибли от сильнейшего переохлаждения, в среднем в течение 30 минут. Сначала появлялась сильная дрожь, затем следовали понижение сердечного ритма, температуры тела, потеря сознания и наконец наступала смерть. Часть людей погибла сразу, как оказалась в воде, от сердечного приступа, вызванного нервным потрясением и нагрузкой на сердечно-сосудистую систему.

## Гипотермия по иным причинам
Незначительное снижение температуры тела может наблюдаться при некоторых патологических состояниях, к примеру при гипотиреозе. В редких случаях гипотермия может возникать на пике респираторно-синцитиальной инфекции у маленьких[насколько?] детей[почему?].
Также может начаться из-за употребления ядовитых растений, к примеру, болиголов и др.

## Симптомы
| Стадия         | Симптомы | Температура тела (прямокишечная) |
| -------------- | --- | -------------------------------- |
| Компенсаторная | Психомоторное возбуждение (направлено на усиление двигательной активности), цианоз губ, бледность и холодность кожи, симптом «гусиной кожи», дрожь, одышка, тахикардия, гипертония, частое мочеиспускание | > +35 °C                         |
| Адинамическая  | Заторможенность сознания, адинамия, мышечная гипотония, снижение сухожильных рефлексов, пульс в норме или замедлен, приглушение сердечных тонов, могут быть эйфория, жалобы на головную боль, головокружение, слабость. | +30 ÷ +35 °C                     |
| Сопорозная     | Общая заторможенность, вялость, сонливость (возможен сопор), нарушения памяти, речи, невозможность самостоятельного передвижения, мидриаз или лабильность зрачков, брадипноэ до 8 в минуту, дыхание поверхностное, брадикардия до 30 в минуту, артериальная гипотензия. Возможны эйфория, извращение терморецепции (вместо холода воспринимается ощущение тепла или даже жара, жжения), гипертонус скелетных мышц, аритмия, недержание мочи и кала.                                                                                    | +25 ÷ +29 °C                     |
| Коматозная     | Сознание отсутствует, миоз, реакция зрачков на свет и роговичный рефлекс отсутствуют или слабые, дыхание поверхностное, иногда патологическое по типу Чейна — Стокса, брадипноэ до 3 в минуту, пульс слабый, только на крупных артериях, брадикардия до 20 в минуту, артериальная гипотензия, сердечные тоны слабые, глухие. Могут быть двигательное возбуждение, непроизвольные движения головы, конечностей, приоткрывание век, тризм, гипертонус мышц живота, тонические судороги мышц конечностей, в основном сгибателей, нистагм. | < +25 °C                         |

| Гипотермия  | Температура тела[где?] | Симптомы |
| ----------- | ---------------------- | --- |
| Отсутствует | от 35 до 37,2 °C       | Нормальное состояние организма. |
| Лёгкая      | от 32 до 35 °C         | Дрожь (озноб, подключение мышц к основной теплопродукции), синеватый оттенок кожи (централизация кровообращения и исключение её из кровотока для уменьшения теплоотдачи), гусиная кожа (у человека рудиментарная реакция, направленная у животных для увеличения толщины шерстяного или перьевого покрова), путаница, проблемы с речью, проблемы с памятью. |
| Умеренная   | от 28 до 32 °C         | Трясущиеся стопы, сонливость, галлюцинации. |
| Сильная     | до 28 °C               | Оцепенение, остановки дыхания, остановки сердца. |

У взрослых симптомы гипотермии включают в себя:
- дрожь,
- изнеможение или сильную усталость,
- нарушение координации движений руками,
- спутанность сознания,
- потерю памяти,
- невнятную речь,
- сонливость.

У малышей симптомами могут служить ярко красная, холодная кожа и очень низкая энергичность.

## Лечение
В стадии компенсации медицинская помощь не требуется, необходимо ограждение от дальнейшего воздействия холода (дополнительная одежда, укрытие и т.д.), механизмы компенсации и терморегуляции самостоятельно способны привести в норму температуру тела при уравновешивании теплопродукции и теплопотери (за исключением случаев общего истощения организма, либо несовершенства механизма терморегуляции у новорождённых и грудных детей). В стадии адинамии необходимо исключение дальнейшего воздействия холода и согревание организма (тёплое питьё, применение грелок, замена влажной одежды на сухую и т. д.). Медицинская помощь так же может не потребоваться, при отсутствии отморожения кожи или выступающих и дистальных частей тела (нос, уши, пальцы, кисти, стопы), риск развития которых увеличивается при централизации кровообращения. Следует учитывать, что изменения биохимических и физиологических процессов при охлаждении организма может вызвать отдалённые последствия и способствовать развитию некоторых заболеваний. В сопорозных и коматозных стадиях гипотермии требуется неотложная медицинская помощь.
Гипотермия является состоянием, требующим экстренной медицинской помощи. В случае невозможности получения медицинской помощи в скором времени, требуется согреть пострадавшего человека. Для этого он может быть помещён в тёплую комнату или укрытие, с него должна быть снята мокрая одежда, а центральная часть тела (центральные кровеносные сосуды близко расположенные к поверхности кожи) требует согревания (грудь, шея, голова и пах), например, с помощью электрического одеяла. Также согреться помогут тёплые напитки, но нельзя давать алкоголь (происходит расширение капилляров кожи и увеличение кровотока в ней, что увеличивает теплопотерю и дальнейшее охлаждение крови при кажущемся ощущении тепла из-за согревания кожных терморецепторов) или пытаться напоить человека без сознания (аспирация в дыхательные пути и асфиксия). При повышении температуры тела требуется, чтобы человек был сухим, а его голова и шея могут быть укутаны одеялом. Несмотря на меры по повышению температуры, человеку должна быть оказана медицинская помощь.
В некоторых случаях, умеренная гипотермия организма может сказаться с положительной стороны, к примеру, при утоплениях в холодной воде (при этом сокращается время продержания утопающего на плаву на поверхности), увеличивается интервал до наступления гипоксической смерти головного мозга вследствие снижения обменных процессов в нём, т.е. немного увеличивается интервал времени для возможности оказания реанимационных мероприятий.